# 勝手神社
勝手神社（かつてじんじゃ）とは奈良県吉野郡吉野町にある神社。祭神は『和漢三才図会』に「勝手社 祭神一座 愛鬘命（うけりのみこと／うけのりのみこと）」とある。また、「受鬘命」とも表記される。現在の主祭神は天忍穂耳命とされている。大山祇命・久久能智命・木花佐久夜比咩命・苔虫命・葉野比咩命が配祀されている。

## 概要
吉野大峰山の鎮守社である吉野八社明神の一でかつては「勝手明神」と呼ばれた。吉野川水源に当たる青根ヶ峰は古くから水神として崇敬を受け、山頂付近に金峯神社（奥千本）・山腹に吉野水分神社（上千本）・山麓に勝手神社（中千本）が建てられた。勝手は「入り口・下手」を意味するともいい、その字面から勝負事や戦の神としても信仰された。神仏習合時代には勝手大明神の本地は毘沙門天と言われ、さらなる武門の尊崇を受けることとなった。また、吉野山の入り口に位置することから山口神社ともいわれた。
創建年代は不詳だが、『日雄寺継統記』では孝安天皇6年（紀元前386年）とする。大海人皇子が社殿で琴を奏でたところ、天女が舞い降り5度袖を振りつつ舞ったと伝えられ、背後の山は「袖振山」と称する。また、この故事が宮中の「五節舞」の起源という。
境内には源義経の妻女、静御前が追っ手に捕らわれた際、舞を見せたと伝わる舞塚が残る。流造檜皮葺、桁行八間・梁間二間の本殿は県の有形文化財であったが、平成13年（2001年）に不審火で焼失したため、ご神体は向かいの吉水神社に遷座しており、本殿再建のための寄付金が募られている。

## 蔵王権現、子守明神との関係
蔵王権現（金峯山寺）、子守権現（吉野水分神社）、勝手権現（勝手神社）は三所権現として伯耆の三仏寺に勧請され、蔵王権現は奥院（投入堂）、子守権現は地蔵堂、勝手権現は文殊堂に祀られた。勝手明神は単体でも諸国の神社に勧請され、全国28社の勝手神社の総本社となっている。  
吉野水分神社祭神の子守明神とは夫婦神であるとされる。勝手明神が男神、子守明神が女神である。室町後期成立の能「嵐山」では、吉野から移植された嵐山の桜の花守（はなもり）である老夫婦は実は勝手、子守両神の化身であり、蔵王権現、勝手明神、子守明神は三身一体であることを宣する筋立てが語られる。